# Joyful Calendar
『Joyful Calendar』（ジョイフルカレンダー）は、岡崎律子の2枚目のオリジナル・アルバム。1994年3月24日にトーラスレコードから発売された。

## 概要
先行シングル「最愛」を含む全10曲が収録されている、なお「最愛」のカップリング曲「12月の雪の日」は未収録である。

## 収録曲
| #         | タイトル             | 作詞             | 作曲      | 編曲       | 時間  |
| --------- | -------------------- | ---------------- | --------- | ---------- | ----- |
| 1.        | 「散歩に出かけよう」 | 岡崎律子         | 岡崎律子  | 京田誠一   | 4:13  |
| 2.        | 「1993年、春」       | 岡崎律子         | 岡崎律子  | 京田誠一   | 5:25  |
| 3.        | 「長距離電話」       | 岡崎律子         | 姫野達也  | 京田誠一   | 5:12  |
| 4.        | 「Love Scene」       | 岡崎律子         | 岡崎律子  | 京田誠一   | 6:18  |
| 5.        | 「最愛」             | 岡崎律子・田口俊 | 岡崎律子  | 萩田光男   | 5:09  |
| 6.        | 「Nowadays」         | 岡崎律子         | 岡崎律子  | 京田誠一   | 3:26  |
| 7.        | 「春の海へ」         | 岡崎律子         | 岡崎律子  | 長谷川智樹 | 2:53  |
| 8.        | 「Starry Night」     | 岡崎律子         | 岡崎律子  | 島健       | 3:56  |
| 9.        | 「夕暮れの帰り道」   | 岡崎律子         | 岡崎律子  | 萩田光男   | 3:59  |
| 10.       | 「同じ空の下」       | 岡崎律子         | 岡崎律子  | 長谷川智樹 | 4:34  |
| 合計時間: | 合計時間:            | 合計時間:        | 合計時間: | 合計時間:  | 45:05 |